# Скиба Анатолій Георгійович
Анато́лій Георгійович Ски́ба (9 травня 1930, Петрівка — 3 листопада 2001, Чернівці) — український скульптор і педагог; член Спілки радянських художників України з 1963 року.

## Життєпис
Народився 9 травня 1930 року в селі Петрівці (нині село Морозівка Конотопського району Сумської області, Україна). Протягом 1947—1952 років навчався у Львівському училищі декоративного і ужиткового мистецтва; у 1953—1959 роках — у Львівському інституті прикладного та декоративного мистецтва, був учнем Івана Севери, Івана Якуніна. Дипломна робота — пам'ятник Лук'яну Кобилиці в Чернівцях (керівник Іван Севера, оцінка — відмінно).
Упродовж 1960—1974 років викладав у Вижницькому училищі прикладного мистецтва, був його директором. Серед учнів: Володимир Гамаль, Людмила Жукова, Володимир Зелінський, Василь Остафійчук. Мешкав у Вижниці в будинку на вулиці Лук'яна Кобилиці, № 14, квартира № 3. Член КПРС з 1963 року.
З 1974 року жив і працював в Чернівцях. Мешкав у будинку на вулиці Південно-Кільцевій, № 9, квартра № 32. Помер у Чернівцях 3 листопада 2001 року.

## Творчість
Працював у галузях монументальної та станкової скульптури (переважно у портретному жанрі). Серед робіт:
станкова скульптура
- «Лук'ян Кобилиця» (1959);
- «Юрій Федькович» (1961);
- «Тарас Шевченко» (1961);
- «Костянтин Ушинський» (1961);
- «Іван Франко» (1962);
- «Олекса Довбуш» (1963, дерево, Національний музей народного мистецтва Гуцульщини та Покуття імені Йосафата Кобринського)[6];
- «Гуцул з люлькою» (1963, дерево, Національний художній музей України)[4];
- «Кобзарі» (1964, гіпс тонований)[7];
- «Шевченко-солдат» (1964, дерево)[7];
- «Леся Українка» (1964);
- «Наш сучасник» (1965, дерево, Національний художній музей України)[4];
- «Механізатор» (1966, дерево, Національний художній музей України)[4];
- «Тарас Шевченко» (1971, гіпсове погруддя)[7].

пам'ятники
- Валентину Котику у місті Шепетівці (1959, бронза, у співавторстві з Іваном Самотосом)[4];
- «Селянське повстання 1905 року» у селі Великих Сорочинцях (1967, штучний камінь)[4];

Пам'ятник Ользі Кобилянській.

- Ользі Кобилянській у Чернівцях (1980, у співавторстві з Миколою Мірошниченком).

Брав участь у республіканських виставках з 1963 року, всесоюзних — з 1964 року та закордонній виставці у Шрі-Ланці у 1982 році. Персональні виставки вібулися у Чернівцях у 1970 та 1980 роках.
Крім згаданих музеїв, роботи скульптора зберігаються у Чернівецьких художньому та краєзнавчому  музеях.